# Schuman (métro de Bruxelles)
 (août 2025).
Si vous disposez d'ouvrages ou d'articles de référence ou si vous connaissez des sites web de qualité traitant du thème abordé ici, merci de compléter l'article en donnant les références utiles à sa vérifiabilité et en les liant à la section « Notes et références ».
Pour les articles homonymes, voir Schuman.
Schuman /ʃuman/ est une station des lignes 1 et 5 du métro de Bruxelles située à Bruxelles, sur la commune de Bruxelles-ville.

## Situation
La station se trouve sous le rond-point Robert Schuman qui lui-même doit son nom à Robert Schuman, l'un des fondateurs de l'union européenne. Elle est sous-titrée Quartier Européen (en néerlandais : Europeese Wijk) sur la signalétique.
Elle est située entre les stations Maelbeek et Merode sur les lignes 1 et 5.

## Histoire
La station est mise en service le 20 septembre 1976.
Entre 2013 et 2016, la station fait l'objet d'importants travaux de génie civil qui consistent principalement en la transformation de la gare de Bruxelles-Schuman pour accueillir l'amorce du tunnel Schuman-Josaphat. Ces travaux sont particulièrement remarquables du fait qu'il s'agit de poser un pont-rail au-dessus, en sens diagonal et en travers de la station de métro, en interrompant le moins possible le trafic métro. De plus, des ouvertures sont aménagées de façon à laisser entrer la lumière du jour dans la station, changeant ainsi radicalement l'ambiance y régnant depuis 1969. Ces lourds travaux nécessitent ainsi de revoir le cheminement d'entrée et de sortie de la station au fur et à mesure de leur avancée, occasionnant des désagréments.

## Service aux voyageurs

### Accès
La station compte neuf accès donnant aussi accès à la gare :
- Accès no 1 : au pied du bâtiment Berlaymont (Commission européenne), donne aussi accès à la gare (accompagné d'un ascenseur) ;
- Accès no 2 : au pied du bâtiment Charlemagne (Commission européenne), donne aussi accès à la gare (accompagné d'un ascenseur) ;
- Accès nos 3 et 4 : au pied du bâtiment Europa (Conseil de l'Union européenne), donnent aussi accès à la gare (accompagnés chacun d'un ascenseur) ;
- Accès nos 5 et 6 : au pied du bâtiment Justus Lipsius (Conseil de l'Union européenne) ; accompagnés chacun d'un ascenseur) ;
- Accès no 7 : rond-point Schuman ;
- Accès no 8 : rue Archimède (accompagné d'un ascenseur) ;
- Accès no 9 : via la gare Schuman.

### Quais
La station est de conception classique avec deux voies encadrées par deux quais latéraux.

### Intermodalité
La station est en correspondance avec la gare de Bruxelles-Schuman desservie par les lignes  S4, S5, S8, S9 et S19 du RER bruxellois.
En outre elle est desservie en journée par les lignes 12, 21, 56, 60 et 79 des autobus de Bruxelles et, la nuit, par la ligne N06 du réseau Noctis.

## À proximité
- Chapelle de la Résurrection
- Institutions européennes : 
  - Conseil de l'Union européenne
  - Berlaymont (Commission européenne)
- Parc du Cinquantenaire